# Culicoides mohave
Culicoides mohave är en tvåvingeart som beskrevs av Wirth 1952. Culicoides mohave ingår i släktet Culicoides och familjen svidknott. Inga underarter finns listade i Catalogue of Life.